# Jazz und Klassik am Fluss
Jazz und Klassik am Fluss ist eine Open-Air-Veranstaltung in Erlangen. Bis 2023 bestand das Festival aus den beiden Veranstaltungen Klassik am See und Jazz am See. Der Veranstalter ist der gemeinnützige Verein Klassikkultur e. V.

## Geschichte

### Veranstaltungen
Das Festival wurde erstmals 2003 unter dem Namen Klassik am See veranstaltet. Bei den jährlichen klassischen Konzerten treten seit Gründung meist ein Orchester, Chöre, Solisten sowie teilweise populäre Stargäste auf. 2014 wurde die äquivalente und ebenfalls jährliche Veranstaltung Jazz am See ins Leben gerufen. Im Jahr 2017 mussten die Konzerte wegen Dauerregens abgesagt werden, 2020 und 2021 aufgrund der COVID-19-Pandemie. 2024 fand ausschließlich das Jazz-Konzert unter dem Namen Jazz am Fluss statt. 2025 folgte eine Zusammenlegung der beiden Veranstaltungen mit dem neuen Namen Jazz und Klassik am Fluss.

### Spielorte
Die Titel der Veranstaltungen weisen seit jeher auf die verschiedenen Spielorte hin; Unter den ursprünglichen Namen fanden die Konzerte stets am Großen Bischofsweiher (Dechsendorfer Weiher) in Dechsendorf bei Erlangen statt. 2022 fanden drei Konzerte im Freibad West in Erlangen statt. 2024 erfolgte ein Ortswechsel vom regulären Veranstaltungsort am Dechsendorfer Weiher auf die Kulturinsel Wöhrmühle.

## Klassik-Programme
| Jahr | Programm | Mitwirkende |
| ---- | --- | --- |
| 2025 | ? | Stargast: Daniel Hope Orchester: Zürcher Kammerorchester |
| 2023 | Johann Sebastian Bach: Konzert für Oboe d’amore und Orchester (BWV 1055) Ludwig van Beethoven: Sinfonie Nr. 3 Felix Mendelssohn Bartholdy: Lobgesang                                                                                   | Stargast: Albrecht Mayer Orchester: Böhmische Kammerphilharmonie Pardubice Chöre: Philharmonischer Chor Herzogenaurach, Philharmonischer Chor Nürnberg Solisten: Karola Sophia Schmid (Sopran), Geneviève Tschumi (Sopran), Andreas Weller (Tenor) Dirigent: Ronald Scheuer                 |
| 2022 | ? | ? |
| 2019 | ? | ? |
| 2018 | Georges Bizet: Carmen-Suite Nr. 2 Robert Schumann: Klavierkonzert in a-Moll Carl Orff: Carmina Burana | Stargast: Martin Stadtfeld Orchester: Junge Philharmonie Erlangen Chöre: Philharmonischer Chor Herzogenaurach, Siemens-Chor Erlangen, Die jungen Meistersinger Solisten: Corinna Schreiter (Sopran), Andreas Weller (Tenor), Markus Simon (Bass) Dirigenten: Gordian Teupke, Ronald Scheuer |
| 2016 | Wolfgang Amadeus Mozart: Ouvertüre zu Così fan tutte; Klavierkonzert Nr. 20 Joseph Haydn: Oboenkonzert in C-Dur Ludwig van Beethoven: Sinfonie Nr. 5                                                                                   | Stargast: Markus Groh Orchester: Mitglieder d. Nürnberger Philharmoniker Dirigent & Solist: Albrecht Mayer |
| 2015 | „Eine italienische Sommerreise“ Gioachino Rossini: Ouvertüre zu Der Barbier von Sevilla Niccolò Paganini: Violinkonzert Nr. 1 Djambazov: Un Viaggio in Italia, Uraufführung für Chor und Orchester Ottorino Respighi: Pini di Roma     | Stargast: Lorenzo Gatto Orchester: Sofia Symphonics Chöre: Philharmonischer Chor Herzogenaurach, Philharmonischer Chor Nürnberg Dirigentin: Ljubka Biagioni |
| 2014 | Giuseppe Verdi: Oper Rigoletto in einer halbszenischen Aufführung Francesco Maria Piave: Libretto | Chöre: Philharmonischer Chor Nürnberg, Philharmonischer Chor Herzogenaurach Orchester: Sofia Symphonics Leitung & Regie: Ljubka Biagioni |
| 2013 | Giuseppe Verdi: Oper La traviata Francesco Maria Piave: Libretto nach dem Drama La Dame aux Camélias | Chöre: Philharmonischer Chor Nürnberg, Philharmonischer Chor Herzogenaurach Orchester: Sofia Symphonics Leitung & Regie: Ljubka Biagioni |
| 2012 | Jubiläumskonzert „10 Jahre Klassik am See“ Ludwig van Beethoven: Sinfonie Nr. 6; Klavierkonzert Nr. 3; Fantasie für Klavier, Chor und Orchester                                                                                        | Stargast: Martin Stadtfeld Orchester: Mitglieder der Staatsphilharmonie Nürnberg Chöre: Philharmonischer Chor Herzogenaurach, Philharmonischer Chor Nürnberg, Siemens-Chor Erlangen, Mitglieder der Kantorei St. Matthäus Dirigentin: Ljubka Biagioni                                       |
| 2011 | „Die Kunst der Verführung“ Franz Liszt: Mephisto-Walzer Nr. 1 (Der Tanz in der Dorfschenke) Wolfgang Amadeus Mozart: Don Giovanni, ausgewählte Arien mit 3 Solisten Richard Strauss: Don Juan Sergei Rachmaninow: Klavierkonzert Nr. 2 | Stargast: Dejan Lazić Orchester: Mitglieder der Staatsphilharmonie Nürnberg, Orchester des Staatstheaters Nürnberg Dirigent: Till Fabian Weser |
| 2010 | Nikolai Rimski-Korsakow: Scheherazade in einer konzertanten Aufführung mit Geschichten aus Tausendundeine Nacht Alexander Borodin: Polowetzer Tänze Pjotr Tschaikowski: Violinkonzert in D-Dur                                         | Stargäste: Senta Berger (Rezitation), Tianwa Yang (Violine) Orchester: Mitglieder. der Staatsphilharmonie Nürnberg, Orchester des Staatstheaters Nürnberg Dirigent: Till Fabian Weser |
| 2009 | Richard Strauss: Oboenkonzert Beethoven/Strauss: Aus Die Ruinen von Athen Ludwig van Beethoven: Sinfonie Nr. 9 | Stargast: Albrecht Mayer (Oboe) Chor: Philharmonischer Chor Herzogenaurach, Dreifaltigkeitskantorei Erlangen Orchester: Nürnberger Symphoniker Solisten: Katrin Silja Kurz (Sopran), Wiebke Lehmkuhl (Alt), Jun Ho You (Tenor), Miklós Sebestyén (Bass) Dirigent: Till Fabian Weser         |
| 2008 | Felix Mendelssohn Bartholdy: Ein Sommernachtstraum; Die erste Walpurgisnacht | Rezitator: Friedrich von Thun Chor: Projektchor Herzogenaurach, Motettenchor Nürnberg, Siemens-Chor Erlangen Orchester: Nürnberger Symphoniker Solisten: Heike Kohler (Mezzosopran), Jeong Kyu Kim (Tenor), Marco Bappert (Bariton), Thomas Schobert (Bass) Dirigent: Franz Killer          |
| 2007 | Joseph Haydn: Die Schöpfung | Chor: Projektchor Herzogenaurach, Kantorei St. Matthäus Erlangen, Siemens-Chor Erlangen Orchester: Mitglieder der Bamberger Symphoniker Solisten: Cornelia Götz (Sopran), Erwin Feith (Tenor), Alexis Wagner (Bassbariton) Dirigent: Ronald Scheuer                                         |
| 2006 | „Nacht der Chöre“ Auszüge aus: Nabucco; Der Troubadour; Aida Eine Konzertfassung von Porgy and Bess | Chor: Projektchor Herzogenaurach, Kantorei St. Matthäus Erlangen Orchester: Nürnberger Symphoniker Solisten: Stefan Sevenich (Bariton), Sally du Randt (Sopran) Dirigent: Gerhard Rilling                                                                                                   |
| 2005 | Joseph Haydn: Die Jahreszeiten | Chor: Projektchor Herzogenaurach, Kantorei St. Matthäus Erlangen Orchester: Mitglieder der Nürnberger Philharmoniker Solisten: Berthold Possemeyer (Bariton), Caroline Melzer (Sopran), Thomas Ströckens (Tenor) Dirigent: Ronald Scheuer                                                   |
| 2004 | Paul McCartney: Liverpool Oratorium | Chor: Projektchor Herzogenaurach, Kantorei St. Matthäus Erlangen Orchester: Mitglieder der Staatsphilharmonie Nürnberg Solisten: Andrea Baker (Alt), Jouni Kokora (Bass), Siphiwe McKenzie (Sopran), Andreas Wagner (Tenor) Dirigent: Gerhard Rilling                                       |
| 2003 | Carl Orff: Carmina Burana Georg Friedrich Händel: Wassermusik; Feuerwerksmusik | Chor: Projektchor Herzogenaurach Orchester: Mitglieder der Staatsphilharmonie Nürnberg Solisten: Corinna Schreiter (Sopran), Reiner Geißdörfer (Tenor), Markus Simon (Bass) Dirigent: Ronald Scheuer                                                                                        |